# Mi...ti...amo...
(da Mi...ti...amo)
Mi... ti... amo... è un album di Marcella Bella, pubblicato dalla CGD nel 1973.

## Il disco
Anticipato dal grande successo estivo di Io domani, l'album fu trainato anche dall'omonima Mi...ti...amo, altro fra i 45 giri più venduti del periodo. Mi fa morire cantando è la fortunata versione italiana di Killing Me Softly with His Song di Roberta Flack, quello stesso anno incisa anche da Ornella Vanoni e da Lara Saint Paul, seppur con minor successo. 
Da segnalare il brano Questa è la verità, fra i primissimi testi italiani sul tema, allora alquanto insolito, delle molestie sessuali in ambito lavorativo.

## Tracce
1. Io domani (Giancarlo Bigazzi - Gianni Bella)
2. Una ragazza che ci sta (Giancarlo Bigazzi - Gianni Bella)
3. Sicilia antica (Antonio Bella - Gianni Bella)
4. Can the can (Mike Chapman - Nicky Chinn)
5. Questa è la verità (Giancarlo Bigazzi - Gianni Bella)
6. Mi... ti... amo (Giancarlo Bigazzi - Gianni Bella)
7. Proprio io (Antonio Bella - Gianni Bella)
8. Mi fa morire cantando (Killing Me Softly with His Song) (Giorgio Calabrese - Charles Fox - Norman Gimbel)
9. L'ultimo cielo (Giancarlo Bigazzi - Gianni Bella)
10. Viaggio strano (Antonio Bella - Gianni Bella)